# Liste des membres de la Chambre des pairs (monarchie de Juillet)
Pour les articles homonymes, voir Pair de France.
Pour un article plus général, voir Chambre des pairs.
 (novembre 2024).
 Royaume de France
Palais du Luxembourg, Paris
La présente liste donne la nomenclature des membres de la Chambre des pairs sous la monarchie de Juillet (1830-1848).

## Président de la Chambre des pairs
- 3 août 1830 - 24 février 1848 : duc Étienne-Denis Pasquier, (1767-1862), chancelier de France.

## Pairs par droit de naissance, princes du sang
- Prince Ferdinand-Philippe d'Orléans (1810-1842), duc d'Orléans et prince royal de France (1830-1842), pair (1830-1842).
  - Prince Louis-Philippe d'Orléans (1838-1894), comte de Paris, prince royal de France (1842-1848), pair (1838-1848).
  - Prince Robert d'Orléans (1840-1910), duc de Chartres, pair (1840-1848).
- Prince Louis d'Orléans (1814-1896), duc de Nemours, pair (1830-1848).
  - Prince Gaston d'Orléans (1842-1922), comte d'Eu, pair (1842-1848).
  - Prince Ferdinand d'Orléans (1844-1910), duc d'Alençon, pair (1844-1848).
- Prince François d'Orléans (1818-1900), prince de Joinville, pair (1830-1848).
  - Prince Pierre d'Orléans (1845-1919), duc de Penthièvre, pair (1845-1848).
- Prince Henri d'Orléans (1822-1897), duc d'Aumale, pair (1830-1848).
  - Prince Louis d'Orléans (1845-1866), prince de Condé, pair (1845-1848).
- Prince Antoine d'Orléans (1824-1890), duc de Montpensier, pair (1830-1848).

## Pairs nommés sous les précédents régimes
- Prince Honoré V de Monaco (1778-1841), duc de Valentinois, ancien duc-pair de la Restauration, pair (1830-1841).
- Maréchal, duc Etienne-Jacques-Alexandre Mac-Donald de Tarente (1765-1840), ancien duc-pair de la Restauration, pair (1830-1840).
- Maréchal, duc Nicolas-Charles Oudinot de Reggio (1767-1847), ancien duc-pair de la Restauration, pair (1830-1847).
- Maréchal, duc Claude-Victor Perrin de Bellune (1764-1841), ancien duc-pair de la Restauration, pair (1830-1841).
- Maréchal, duc Nicolas-Jean Soult de Dalmatie (1769-1851), ancien duc-pair de la Restauration, pair (1830-1848).
- Maréchal, marquis Nicolas-Joseph Maison (1771-1840), ancien marquis-pair de la Restauration, pair (1830-1840).
- Maréchal, duc Edouard-Joseph Mortier de Trévise, (1768-1835), ancien baron-pair de la Restauration, pair (1830-1835).
- Maréchal, comte Gabriel Jean Joseph Molitor (1770-1849), ancien baron-pair de la Restauration, pair (1830-1848).
- Maréchal, comte Sylvain Charles Valée (1773-1846), ancien baron-pair de la Restauration, pair (1830-1846).
- Maréchal, duc Adrien Jeannot de Moncey de Conégliano (1754-1842), ancien pair de la Restauration, pair (1830-1842).
- Maréchal, comte Jean-Baptiste Jourdan (1762-1833), ancien pair de la Restauration, pair (1830-1833).
- Duc Louis d'Aumont de Rochebaron (1762-1831), ancien duc-pair de la Restauration, pair (1830-1831).
- Duc Alexandre Louis de Bauffremont (1773-1833), ancien duc-pair de la Restauration, pair (1830-1833).
- Duc Marie Gérard Louis Félix Rodrigue Des Balbes de Berton de Crillon (1782-1870), ancien duc-pair de la Restauration, pair (1830-1848).
- Duc Joseph Théophile Parfait de Béziade d'Avaray (1770-1859), ancien duc-pair de la Restauration, pair (1830-1832). Démissionne de sa pairie.
- Duc et prince Victor de Broglie (1785-1870), ancien duc-pair de la Restauration, pair (1830-1848).
- Duc Louis-Joseph Nompar de Caumont de La Force (1768-1838), ancien duc-pair de la Restauration, pair (1830-1838).
- Duc Armand-François-Odet Chapelle de Jumilhac de Richelieu (1804-1879), marquis de Jumilhac et duc de Fronsac, ancien duc-pair de la Restauration, pair (1830-1848).
- Duc Claude-Gabriel de Choiseul (1760-1838), ancien pair d'Ancien Régime puis duc-pair de la Restauration, pair (1830-1838).
- Duc Charles-Félix de Choiseul-Praslin (1778-1841), ancien duc-pair de la Restauration, pair (1830-1841).
- Duc Aynard de Clermont-Tonnerre (1769-1837), ancien duc-pair de la Restauration, pair (1830-1837).
- Duc Timoléon de Cossé-Brissac (1775-1848), ancien duc-pair de la Restauration, pair (1830-1848).
- Duc Elie Decazes (1780-1860), ancien duc-pair de la Restauration, pair (1830-1848).
- Général, duc Amédée-Bretagne-Malo de Durfort de Duras (1771-1838), ancien duc-pair de la Restauration, pair (1830-1832). Démissionne de sa pairie.
- Général, duc Edouard de Fitz-James (1776-1838), ancien duc-pair de la Restauration, pair (1830-1832). Démissionne de sa pairie.
- Général, duc Auguste de Franquetot de Coigny (1788-1865), ancien duc-pair de la Restauration, pair (1830-1848).
- Duc Antoine-Louis-Marie de Gramont (1755-1836), duc de Guiche et prince de Bidache, ancien duc-pair de la Restauration, pair (1830-1848).
- Duc Charles de La Croix de Castries (1756-1842), ancien duc-pair de la Restauration, pair (1830-1842).
- Général, duc François XIII de La Rochefoucauld (1765-1848), ancien duc-pair de la Restauration, pair (1830-1848).
- Général, duc Ambroise-Polycarpe de La Rochefoucauld-Doudeauville (1765-1841), ancien duc-pair de la Restauration, pair (1830-1841).
- Général, duc Charles-Bretagne-Marie de La Trémoille de Thouars (1764-1839), prince de Talmond, ancien duc-pair de la Restauration, pair (1830-1839).
- Général, duc Charles de Maillé de La Tour-Landry (1770-1837), ancien duc-pair de la Restauration, pair (1830-1837).
- Abbé, duc François-Xavier-Marc-Antoine de Montesquiou-Fézensac (1756-1832), ancien duc-pair de la Restauration, pair (1830-1832).
- Duc Anne-Charles-François de Montmorency (1768-1846), marquis de Fosseux, ancien duc-pair de la Restauration, pair (1830-1846).
- Duc Édouard de Montmorency-Beaumont (1802-1878), prince de Tingry, ancien duc-pair de la Restauration, pair (1830-1832). Démissionne de sa pairie.
- Duc Paul de Noailles (1802-1885), ancien duc-pair de la Restauration, pair (1830-1848).
- Duc Charles Arthur Tristan Languedoc de Noailles de Mouchy (1771-1834), duc de Poix, ancien duc-pair de la Restauration, pair (1830-1832). Démissionne de sa pairie.
- Duc Louis Charles Victor de Riquet de Caraman (1762-1839), ancien duc-pair de la Restauration, pair (1830-1839).
- Duc Charles-Antoine-Adrien de Rivière (1812-1870), marquis de Riffardeau, ancien duc-pair de la Restauration, pair (1830-1848).
- Duc François-Joseph Robert de Lignerac de Caylus (1820-1905), marquis de Lignerac, ancien duc-pair de la Restauration, pair (1830-1848).
- Duc Casimir-Louis-Victurnien de Rochechouart-Mortemart (1787-1875), ancien duc-pair de la Restauration, pair (1830-1848).
- Général, duc Elzéar-Louis-Zosime de Sabran (1764-1847), ancien duc-pair de la Restauration, pair (1830-1847).
- Duc Roger-Gaspard de Saulx-Tavannes (1806-1845), ancien duc-pair de la Restauration, pair (1830-1845).
- Général, duc Augustin-Hélie-Charles de Talleyrand-Périgord (1788-1879), prince de Chalais, ancien duc-pair de la Restauration, pair (1830-1848).
- Prince Charles-Maurice de Talleyrand-Périgord (1754-1838), ancien duc-pair de la Restauration, pair (1830-1838).
- Duc Louis-Bufille de Villars-Brancas (1772-1852), ancien duc-pair de la Restauration, pair (1830-1848).
- Prince et duc Napoléon Alexandre Berthier de Wagram (1810-1887), ancien duc-pair de la Restauration, pair (1830-1848).
- Duc Napoléon Bessières d'Istrie (1802-1856), ancien duc-pair de la Restauration, pair (1830-1848).
- Duc Edgar Clarke de Feltre (1799-1852), ancien duc-pair de la Restauration, pair (1830-1832). Démissionne de sa pairie.
- Duc Napoléon-Louis Davout d'Auerstaëdt (1811-1853), prince d'Eckmühl, ancien duc-pair de la Restauration, pair (1830-1848).
- Général, duc François Étienne Kellermann de Valmy (1770-1835), ancien duc-pair de la Restauration, pair (1830-1835).
- Duc Louis-Napoléon Lannes de Montebello (1801-1874), ancien duc-pair de la Restauration, pair (1830-1848).
- Duc Nicolas Régnier de Massa (1783-1851), comte de Gronau, ancien duc-pair de la Restauration, pair (1830-1848).
- Duc Louis-Napoléon Suchet d'Albuféra (1813-1877), ancien duc-pair de la Restauration, pair (1830-1848).
- Duc Emmerich Joseph de Dalberg (1773-1833), ancien duc-pair de la Restauration, pair (1830-1833).
- Marquis Etienne d'Aligre (1770-1847), ancien marquis-pair de la Restauration, pair (1830-1847).
- Marquis François de Barbé-Marbois (1745-1837), ancien marquis-pair de la Restauration, pair (1830-1837).
- Marquis André-François-Xavier Sauvaire de Barthélémy (1800-1875), ancien marquis-pair de la Restauration, pair (1830-1848).
- Général, marquis Alexandre-Joseph de Boisgelin (1770-1831), ancien marquis-pair de la Restauration, pair (1830-1831).
- Général, marquis Boniface de Castellane (1758-1837), ancien marquis-pair de la Restauration, pair (1830-1837).
- Général, marquis François de Chasseloup-Laubat (1754-1833), ancien marquis-pair de la Restauration, pair (1830-1833).
- Marquis Scipion de Dreux-Brézé (1793-1845), ancien marquis-pair de la Restauration, pair (1830-1845).
- Marquis Armand de Gontaut (1771-1851), ancien marquis-pair de la Restauration, pair (1830-1848).
- Marquis Laurent-François de Gouvion-Saint-Cyr (1815-1904), ancien marquis-pair de la Restauration, pair (1830-1848).
- Général, marquis Louis-Félix-Prosper Berton des Balbes de Crillon (1784-1849), ancien marquis-pair de la Restauration, pair (1830-1848).
- Général, marquis Jean-Guillaume de La Tour du Pin-Montauban (1772-1837), ancien marquis-pair de la Restauration, pair (1830-1837).
- Marquis Charles-Louis Huguet de Sémonville (1759-1839), ancien marquis-pair de la Restauration, pair (1830-1839).
- Général, marquis François de Jaucourt (1757-1852), ancien marquis-pair de la Restauration, pair (1830-1848).
- Marquis Louis-Henri de La Guiche (1777-1843), ancien marquis-pair de la Restauration, pair (1830-1843).
- Marquis Henry-Raymond d'Aux de Lescout (1782-1870), ancien marquis-pair de la Restauration, pair (1830-1848).
- Marquis Charles Émile de Laplace (1789-1874), ancien marquis-pair de la Restauration, pair (1830-1848).
- Général, marquis Auguste Jean Alexandre Law de Lauriston (1790-1860), ancien marquis-pair de la Restauration, pair (1830-1848).
- Marquis Auguste-Michel Le Tellier de Louvois de Souvré (1783-1844), ancien marquis-pair de la Restauration, pair (1830-1844).
- Marquis Pierre-Joseph de Maleville (1778-1832), ancien marquis-pair de la Restauration, pair (1830-1832).
- Général, marquis Georges de Mathan (1771-1840), ancien marquis-pair de la Restauration, pair (1830-1840).
- Marquis Jean-Antoine-Claude-Adrien de Mun (1773-1843), ancien marquis-pair de la Restauration, pair (1830-1843).
- Marquis René-Eustache d'Osmond (1751-1838), ancien marquis-pair de la Restauration, pair (1830-1832).
- Marquis Anne-Bernard-Antoine Gournay-Raigecourt (1763-1833), ancien marquis-pair de la Restauration, pair (1830-1833).
- Marquis Victor Louis Victurnien de Rochechouart de Mortemart (1780-1834), ancien marquis-pair de la Restauration, pair (1830-1834).
- Marquis Bonabes Victurnien de Rougé (1778-1839), ancien marquis-pair de la Restauration, pair (1830-1839).
- Marquis Hilaire Rouillé du Coudray de Boissy (1765-1840), ancien marquis-pair de la Restauration, pair (1830-1840).
- Général, marquis Armand-Maximilien-Olivier de Saint-Georges de Vérac (1768-1858), ancien marquis-pair de la Restauration, pair (1830-1848).
- Marquis Louis-Justin de Talaru (1769-1850), ancien marquis-pair de la Restauration, pair (1830-1848).
- Marquis Jean-Louis Tourteau-Tourtorel d'Orvilliers (1759-1832), ancien marquis-pair de la Restauration, pair (1830-1832).
- Général, marquis Clément-Louis-Hélion de Villeneuve de Vence (1783-1834), ancien marquis-pair de la Restauration, pair (1830-1834).
- Comte André Pierre Étienne Abrial (1783-1840), ancien comte-pair de la Restauration, pair (1830-1840).
- Comte Achille-Pierre-Antoine de Baschi du Cayla (1775-1851), ancien comte-pair de la Restauration, pair (1830-1848).
- Général, comte Claude-Henri Belgrand de Vaubois (1748-1839), ancien comte-pair de la Restauration, pair (1830-1839).
- Général, comte Augustin-Daniel Belliard (1769-1832), ancien comte-pair de la Restauration, pair (1830-1832).
- Comte Patrice Gabriel Bernard de Montessus de Rully (1761-1831), ancien comte-pair de la Restauration, pair (1830-1831).
- Comte François-Antoine Boissy d'Anglas (1781-1850), ancien comte-pair de la Restauration, pair (1830-1848).
- Comte Louis-Henri-Pierre de Brigode (1827-1859), ancien comte-pair de la Restauration, pair (1830-1848).
- Comte Christophe de Chabrol-Crousol (1771-1836), ancien comte-pair de la Restauration, pair (1830-1836).
- Comte Jules de Cholet (1798-1884), ancien comte-pair de la Restauration, pair (1830-1848).
- Comte Charles Louis Bernard de Cléron d'Haussonville (1770-1846), ancien comte-pair de la Restauration, pair (1830-1846).
- Général, comte Jean Dominique Compans (1769-1845), ancien comte-pair de la Restauration, pair (1830-1845).
- Comte Érasme Gaspard de Contades (1758-1834), ancien comte-pair de la Restauration, pair (1830-1834).
- Comte Mathieu-Augustin de Cornet (1750-1832), ancien comte-pair de la Restauration, pair (1830-1832).
- Marquis Charles-Lidwine de Croix (1760-1832), ancien comte-pair de la Restauration, pair (1830-1832).
- Comte Napoléon Joseph Curial (1809-1861), ancien comte-pair de la Restauration, pair (1830-1848).
- Comte François-Pierre Davous (1778-1842), ancien comte-pair de la Restauration, pair (1830-1842).
- Comte André-Julien Dupuy (1756-1832), ancien comte-pair de la Restauration, pair (1830-1832).
- Comte Etienne-Narcisse de Durfort de Deyme (1753-1837), ancien comte-pair de la Restauration, pair (1830-1837).
- Comte Jacques-Nicolas-Claude Emmery de Grozieulx (1783-1839), ancien comte-pair de la Restauration, pair (1830-1839).
- Général, comte Antonin-Louis d'Estutt de Tracy (1754-1836), ancien comte-pair de la Restauration, pair (1830-1836).
- Comte Louis-Charles Greffulhe (1814-1888), ancien comte-pair de la Restauration, pair (1830-1848).
- Comte Armand-Charles Guignard de Saint-Priest (1782-1863), ancien comte-pair de la Restauration, pair (1830-1848).
- Comte Alexandre Florent Joseph d'Haubersart (1771-1855), ancien comte-pair de la Restauration, pair (1830-1848).
- Comte Charles Théodore Ernest de Hédouville (1809-1890), ancien comte-pair de la Restauration, pair (1830-1848).
- Comte Napoléon-Pierre Herwyn de Nevele (1806-1890), ancien comte-pair de la Restauration, pair (1830-1848).
- Général, comte Dominique-Louis-Antoine Klein (1761-1845), ancien comte-pair de la Restauration, pair (1830-1845).
- Marquis Alfred-Philibert-Victor Guigues de Moreton de Chabrillan (1800-1871), ancien comte-pair de la Restauration, pair (1830-1848).
- Comte Laurent de La Faurie de Monbadon (1757-1841), ancien comte-pair de la Restauration, pair (1830-1841).
- Comte Paul Eugène Lanjuinais (1799-1872), ancien comte-pair de la Restauration, pair (1830-1848).
- Général, comte Antoine-Charles-Paul de La Roche-Aymon (1772-1849), ancien comte-pair de la Restauration, pair (1830-1848).
- Comte Barthélémy-Alphonse Le Couteulx de Canteleu (1786-1840), ancien comte-pair de la Restauration, pair (1830-1840).
- Comte Louis-Nicolas Lemercier (1755-1849), ancien comte-pair de la Restauration, pair (1830-1848).
- Comte Jean-Baptiste Lynch (1749-1835), ancien comte-pair de la Restauration, pair (1830-1835).
- Comte Mathieu-Louis Molé (1781-1855), ancien comte-pair de la Restauration, pair (1830-1848).
- Comte Louis-Pantaléon-Jude-Amédée de Noé (1777-1858), ancien comte-pair de la Restauration, pair (1830-1848).
- Comte Antoine François Péré (1746-1835), ancien comte-pair de la Restauration, pair (1830-1835).
- Comte Jean-Baptiste Porcher de Richebourg (1784-1857), ancien comte-pair de la Restauration, pair (1830-1848).
- Général, comte Étienne-Pierre Ricard (1771-1843), ancien comte-pair de la Restauration, pair (1830-1843).
- Comte Charles-Joseph-Alphonse Rigaud de Vaudreuil (1796-1880), ancien comte-pair de la Restauration, pair (1830-1848).
- Comte Antoine Roy (1764-1847), ancien comte-pair de la Restauration, pair (1830-1847).
- Général, comte Jérôme Soulès (1760-1833), ancien comte-pair de la Restauration, pair (1830-1833).
- Comte Jean-Samuel-Ferdinand de Tascher (1779-1858), ancien comte-pair de la Restauration, pair (1830-1848).
- Vicomte Adolphe-Louis de Ségur-Lamoignon (1800-1876), ancien vicomte-pair de la Restauration, pair (1830-1848).
- Comte Gabriel-Thomas d'Arjuzon (1761-1851), ancien baron-pair de la Restauration, pair (1830-1832). Démissionne de sa pairie.
- Comte Antoine-Maurice d'Argout (1782-1858), ancien baron-pair de la Restauration, pair (1830-1848).
- Comte Camille Bachasson de Montalivet (1801-1880), ancien baron-pair de la Restauration, pair (1830-1848).
- Marquis Jean-Louis-Henri de Bancalis de Maurel d'Aragon (1763-1848), ancien baron-pair de la Restauration, pair (1830-1848).
- Comte Dominique-François-Marie de Bastard d'Estang (1783-1844), ancien baron-pair de la Restauration, pair (1830-1844).
- Comte Louis-Clair de Beaupoil de Sainte-Aulaire (1778-1854), ancien baron-pair de la Restauration, pair (1830-1848).
- Général, comte Nicolas-Léonard Becker de Mons (1770-1840), ancien baron-pair de la Restauration, pair (1830-1840).
- Baron Thomas-Gaston Boissel de Monville (1763-1832), ancien baron-pair de la Restauration, pair (1830-1832).
- Général, comte Jean-Charles Bourke (1772-1847), ancien baron-pair de la Restauration, pair (1830-1847).
- Baron Amable-Prosper Brugière de Barante (1782-1866), ancien baron-pair de la Restauration, pair (1830-1848).
- Général, marquis Pierre Louis du Cambout de Coislin (1769-1837), ancien baron-pair de la Restauration, pair (1830-1837).
- Marquis Pierre-Jean de Chapt de Rastignac (1769-1833), ancien baron-pair de la Restauration, pair (1830-1833).
- Comte Jean-Antoine Chaptal de Chanteloup (1756-1832), ancien baron-pair de la Restauration, pair (1830-1832).
- Comte Pierre-Gaspard de Chastenêt de Puységur (1769-1848), ancien baron-pair de la Restauration, pair (1830-1848).
- Comte Antoine-Louis-Octave de Choiseul-Gouffier (1773-1840), marquis de Beaupré, ancien baron-pair de la Restauration, pair (1830-1840).
- Comte Athanase Clément de Ris (1782-1837), ancien baron-pair de la Restauration, pair (1830-1837).
- Comte Jean-Baptiste Henry Collin de Sussy (1776-1837), ancien baron-pair de la Restauration, pair (1830-1837).
- Comte Joseph Cornudet des Chomettes (1755-1834), ancien baron-pair de la Restauration, pair (1830-1834).
- Général, comte Claude-René-César de Courtavel-Pezé (1761-1849), ancien baron-pair de la Restauration, pair (1830-1848).
- Général, comte Charles-Gabriel-Donatien de Sesmaisons (1781-1842), ancien baron-pair de la Restauration, pair (1830-1842).
- Comte Napoléon Daru (1807-1890), ancien baron-pair de la Restauration, pair (1830-1848).
- Général, comte Pierre-François-Auguste Dejean (1780-1845), ancien baron-pair de la Restauration, pair (1830-1845).
- Vicomte Armand-Charles-Alexandre Digeon (1826-1892), ancien baron-pair de la Restauration, pair (1830-1848).
- Général, vicomte Guillaume Dode de La Brunerie (1775-1851), ancien baron-pair de la Restauration, pair (1830-1848).
- Général, baron Jean-Louis Dubreton (1773-1855), ancien baron-pair de la Restauration, pair (1830-1848).
- Comte Jean-Pierre Fabre de l'Aude (1755-1832), ancien baron-pair de la Restauration, pair (1830-1832).
- Général, comte Charles-César de Faÿ de La Tour-Maubourg (1756-1831), ancien baron-pair de la Restauration, pair (1830-1831).
- Comte Louis-Scipion Frain de La Villegontier (1776-1849), ancien baron-pair de la Restauration, pair (1830-1848).
- Comte Louis Auguste Germain de Montforton (1815-1883), ancien baron-pair de la Restauration, pair (1830-1848).
- Général, baron Georges-Pierre de Glandevès (1768-1832), ancien baron-pair de la Restauration, pair (1830-1832). Démissionne de sa pairie.
- Vicomte Gabriel Gratet du Bouchage (1777-1842), ancien baron-pair de la Restauration, pair (1830-1842).
- Général, comte Armand-Charles Guilleminot (1774-1840), ancien baron-pair de la Restauration, pair (1830-1840).
- Comte Félix-Philippe-Charles d'Hunolstein (1778-1838), ancien baron-pair de la Restauration, pair (1830-1838).
- Comte Antoine-René-Mathurin de Laforest (1756-1846), ancien baron-pair de la Restauration, pair (1830-1846).
- Vicomte Joseph-Louis-Joachim Lainé (1767-1835), ancien baron-pair de la Restauration, pair (1830-1835).
- Baron Jean de La Rochefoucauld-Bayers (1757-1834), ancien baron-pair de la Restauration, pair (1830-1834).
- Comte Henri-Charles Le Bègue de Germiny (1778-1843), ancien baron-pair de la Restauration, pair (1830-1843).
- Général, duc Charles Lebrun de Plaisance (1775-1859), ancien baron-pair de la Restauration, pair (1830-1848).
- Comte Louis-Gustave Le Doulcet de Pontecoulant (1764-1853), ancien baron-pair de la Restauration, pair (1830-1848).
- Comte Achille Le Tonnelier de Breteuil (1781-1864), ancien baron-pair de la Restauration, pair (1830-1848).
- Général, comte David-Maurice-Joseph Mathieu de La Redorte (1768-1833), ancien baron-pair de la Restauration, pair (1830-1833).
- Comte Marc-René de Montalembert (1777-1831), ancien baron-pair de la Restauration, pair (1830-1831).
- Comte Pierre de Montesquiou-Fezensac (1764-1834), ancien baron-pair de la Restauration, pair (1830-1834).
- Baron Claude-Philippe-Edouard Mounier (1784-1843), ancien baron-pair de la Restauration, pair (1830-1843).
- Duc Jean-Baptiste de Nompère de Champagny de Cadore (1756-1834), comte de Champagny, ancien baron-pair de la Restauration, pair (1830-1834).
- Comte Nicolas d'Orglandes (1767-1857), ancien baron-pair de la Restauration, pair (1830-1832). Démissionne de sa pairie.
- Comte Jean Pelet de la Lozère (1759-1842), ancien baron-pair de la Restauration, pair (1830-1842).
- Général, comte Auguste-Balthasar Pelletier de Lagarde (1780-1834), ancien baron-pair de la Restauration, pair (1830-1834).
- Baron Pierre-Barthélémy Portal d'Albarèdes (1765-1846), ancien baron-pair de la Restauration, pair (1830-1846).
- Comte Joseph Portalis (1778-1858), ancien baron-pair de la Restauration, pair (1830-1848).
- Général, comte Antoine-Guillaume Rampon (1759-1842), ancien baron-pair de la Restauration, pair (1830-1842).
- Général, comte Honoré Charles Reille (1775-1860), ancien baron-pair de la Restauration, pair (1830-1848).
- Comte Anatole-Marie-Théodore Ruty (1822-1880), ancien baron-pair de la Restauration, pair (1830-1848).
- Baron Antoine-Jean-Matthieu Séguier (1768-1848), ancien baron-pair de la Restauration, pair (1830-1848).
- Comte Joseph Jérôme Siméon (1749-1842), ancien baron-pair de la Restauration, pair (1830-1842).
- Comte Louis Ernest Joseph Sparre (1780-1845), ancien baron-pair de la Restauration, pair (1830-1845).
- Général, marquis Auguste-Frédéric de Talhouët (1788-1842), ancien baron-pair de la Restauration, pair (1830-1842).
- Général, comte Étienne Tardif de Pommeroux de Bordesoulle (1771-1837), ancien baron-pair de la Restauration, pair (1830-1837).
- Général, marquis Marie Jacques de Pange (1770-1850), ancien baron-pair de la Restauration, pair (1830-1848).
- Comte Philippe-Camille-Marcelin de Tournon (1778-1833), ancien baron-pair de la Restauration, pair (1830-1833).
- Amiral, comte Laurent-Jean-François Truguet (1752-1839), ancien baron-pair de la Restauration, pair (1830-1839).
- Général, comte Louis-Alexandre de Valon du Boucheron d'Ambrugeac (1771-1844), ancien baron-pair de la Restauration, pair (1830-1844).
- Comte Charles-Henri Verhuell (1764-1845), ancien baron-pair de la Restauration, pair (1830-1845).
- Général, comte Louis-François de Voguë (1769-1839), ancien baron-pair de la Restauration, pair (1830-1839).
- Marquis Charles d'Angosse (1774-1835), ancien pair de la Restauration, pair (1830-1835).
- Comte Antoine-Raymond de Bérenger (1774-1849), ancien pair de la Restauration, pair (1830-1848).
- Marquis Jean Antoine de Catellan (1759-1838), ancien pair de la Restauration, pair (1830-1838).
- Général, comte Michel Claparède (1770-1842), ancien pair de la Restauration, pair (1830-1842).
- Amiral, baron Victor-Guy Duperré (1775-1846), ancien pair de la Restauration, pair (1830-1846).
- Comte Agénor de Gramont d'Aster (1814-1885), ancien pair de la Restauration, pair (1830-1848).
- Comte Frédéric-Christophe d'Houdetot (1778-1859), ancien pair de la Restauration, pair (1830-1848).
- Général, comte Armand Samuel de Marescot (1758-1832), ancien pair de la Restauration, pair (1830-1832).
- Baron Etienne Martin de Beurnonville (1789-1876), ancien pair de la Restauration, pair (1830-1832). Démissionne de sa pairie.
- Comte Nicolas François Mollien (1758-1850), ancien pair de la Restauration, pair (1830-1848).
- Marquis Charles-Jacques-Pierre Picot de Dampierre (1779-1871), ancien pair de la Restauration, pair (1830-1848).
- Général, marquis Henri-Jean-Victor de Rouvroy de Saint-Simon (1782-1865), ancien pair de la Restauration, pair (1830-1848).
- Comte Edmond d'Alton-Shée (1810-1874), ancien pair de la Restauration, pair (1830-1848).

- Maréchal, comte Jean-Baptiste Drouet d'Erlon (1765-1844), ancien pair d'Empire, pair (1831-1844).
- Amiral, comte Maxime Julien Emeriau de Beauverger (1762-1845), ancien pair d'Empire, pair (1831-1845).
- Comte Pierre Raymond Hector d'Aubusson (1765-1848), ancien pair d'Empire, pair (1831-1848).
- Général, comte Rémy Joseph Isidore Exelmans (1775-1852), ancien pair d'Empire, pair (1831-1848).
- Général, comte Honoré Théodore Maxime Gazan (1765-1845), ancien pair d'Empire, pair (1831-1845).
- Maréchal, comte Étienne Maurice Gérard (1773-1852), ancien pair d'Empire, pair (1831-1848).
- Comte Pierre Paul Alexandre Gilbert de Voisins (1773-1843), ancien pair d'Empire, pair (1831-1843).
- Comte Alexandre-François de La Rochefoucauld (1767-1841), ancien pair d'Empire, pair (1831-1841).
- Duc Hugues-Bernard Maret de Bassano (1763-1839), ancien pair d'Empire, pair (1831-1839).
- Général, comte Claude-Pierre Pajol (1772-1844), ancien pair d'Empire, pair (1831-1844).
- Comte Alphonse Perregaux (1785-1841), ancien pair d'Empire, pair (1831-1841).
- Général, comte Henri-Amédée-Mercure de Turenne (1776-1852), ancien pair d'Empire, pair (1831-1848).
- Maréchal, marquis Emmanuel de Grouchy (1766-1847), ancien pair d'Empire, pair (1832-1847).
- Général, baron Michel Silvestre Brayer (1769-1840), ancien pair d'Empire, pair (1832-1840).
- Général, baron Antoine Lallemand (1774-1839), ancien pair d'Empire, pair (1832-1839).
- Général, comte Louis Marie Levesque de Laferrière (1776-1834), ancien pair d'Empire, pair (1832-1834).
- Général, comte Charles Antoine Morand (1771-1835), ancien pair d'Empire, pair (1832-1835).
- Comte Christian de Nicolaÿ (1777-1839), marquis de Goussainville, ancien pair d'Empire, pair (1832-1839).
- Comte Pierre-Louis Roederer (1754-1835), ancien pair d'Empire, pair (1832-1835).
- Maréchal, comte Georges Mouton de Lobau (1770-1838), ancien pair d'Empire, pair (1833-1838).
- Général, comte Antoine Jean Auguste Durosnel (1771-1849), ancien pair d'Empire, pair (1837-1848).
- Duc Philippe-Gabriel de Marmier (1783-1845), ancien pair d'Empire, pair (1838-1845).

## Pairs nommés sous la monarchie de Juillet
- Comte Joseph-François de Bruneteau de Sainte-Suzanne (1800-1855), pair (1830-1848).
- Duc Adrien-François-Emmanuel de Crussol (1778-1837), pair (1830-1837).
- Comte Eugène de Ségur (1798-1863), pair (1830-1848).
- Général, comte Charles Nicolas d'Anthouard de Vraincourt (1773-1852), pair (1831-1848).
- Duc Adolphe-Henri d'Aumont de Rochebaron (1785-1849), pair (1831-1848).
- Marquis Louis-Gabriel de Bizemont (1756-1840), pair (1831-1840).
- Marquis Édouard de Boisgelin (1801-1866), pair (1831-1848).
- Général, comte Raymond Gaspard de Bonardi (1761-1835), pair (1831-1835).
- Général, comte Jean Pierre François Bonet (1768-1857), pair (1831-1848).
- Marquis Théodore Bonnin de La Bonninière de Beaumont (1791-1865), pair (1831-1848).
- Général, comte Marie François Auguste de Caffarelli du Falga(1766-1849), pair (1831-1848).
- Vicomte Alexandre Henri Gabriel de Cassini (1781-1832), pair (1831-1832).
- Baron Jean-Léopold Cuvier (1759-1832), pair (1831-1832).
- Baron Jean Charles Joachim Davillier (1758-1846), pair (1831-1846).
- Général, comte Mathieu Dumas (1753-1837), pair (1831-1837).
- Comte Florimond de Faÿ de La Tour-Maubourg (1781-1837), pair (1831-1837).
- Comte Charles-Forbes de Montalembert (1810-1870), pair (1831-1848).
- Comte Maximilien Sébastien Auguste Foy (1815-1871), pair (1831-1848).
- Comte Antoine Français de Nantes (1756-1836), pair (1831-1836).
- Général, duc Emmanuel de Gramont de Caderousse (1783-1841), pair (1831-1841).
- Amiral, comte Louis Jacob (1768-1854), pair (1831-1848).
- Général, comte Jean-Girard Lacuée (1752-1841), pair (1831-1841).
- Général, comte Joseph Lagrange (1763-1836), pair (1831-1836).
- Alexandre François Laurent Lepoitevin (1745-1840), pair (1831-1840).
- Prince Napoléon Joseph Ney(1803-1857), pair (1831-1848).
- Général, baron Fortuné Reynaud de Bologne de Lascours (1786-1850), pair (1831-1848).
- François-Isidore de Ricard (1779-1849), pair (1831-1848).
- Général, vicomte Joseph Rogniat (1776-1840), pair (1831-1840).
- Général, comte François Roguet (1770-1846), pair (1831-1846).
- Général, comte Philippe de Ségur (1780-1873), par (1831-1848).
- Comte Pierre Taillepied de Bondy (1766-1847), pair (1831-1847).
- Chevalier Pierre-Joseph Allent (1772-1837), pair (1832-1837).
- Général, comte Eugène d'Astorg (1787-1852), pair (1832-1848).
- Général, baron Louis Marie Baptiste Atthalin (1784-1856), pair (1832-1848).
- Joseph Victor Aubernon (1783-1851), pair (1832-1848).
- Barthélémy Barou de La Lombardière de Canson (1774-1859), pair (1832-1848).
- Général, comte Marie Etienne François Henri Baudrand (1774-1848), pair (1832-1848).
- Chevalier Henri Jules de Berbis (1773-1852), pair (1832-1848).
- Comte Jean Bérenger (1767-1850), pair (1832-1848).
- Général, baron Pierre Berthezène (1775-1847), pair (1832-1847).
- Louis François Bertin de Veaux (1771-1842), pair (1832-1842).
- Louis-Édouard Besson (1783-1865), pair (1832-1848).
- Chevalier Pierre-Joseph Boyer (1754-1853), pair (1832-1848).
- Comte Antoine Alexandre de Canouville (1763-1834), pair (1832-1834).
- Général, vicomte Louis-Victor de Caux de Blacquetot (1775-1845), pair (1832-1845).
- Général, comte Henri-Louis de Chastenay de Lanty (1772-1834), pair (1832-1834).
- Général, comte Pierre David de Colbert-Chabanais (1774-1853), pair (1832-1848).
- Victor Cousin (1792-1867), pair (1832-1848).
- Chevalier Jean-Eusèbe Devaines (1770-1840), pair (1832-1840).
- Charles Joseph Dupleix de Mézy (1766-1835), pair (1832-1835).
- Comte Joseph Alexandre Jacques Durant de Mareuil (1769-1855), pair (1832-1848).
- Baron Maurice Duval (1778-1861), pair (1832-1848).
- Joseph-Félix Faure (1780-1859), pair (1832-1848).
- Jean-Élie Gautier (1781-1858), pair (1832-1848).
- Comte Maximilien Gérard de Rayneval (1778-1836), pair (1832-1836).
- Baron Amédée Girod de l'Ain (1781-1847), pair (1832-1847).
- Baron Jean Grenier (1753-1841), pair (1832-1841).
- Comte François Scholastique de Guéheneuc (1759-1840), pair (1832-1840).
- Marquis Marie-Hippolyte de Rumigny (1784-1871), pair (1832-1848).
- Général, baron François Nicolas Benoît Haxo (1774-1838), pair (1832-1838).
- Général, comte Etienne Heudelet de Bierre (1770-1857), pair (1832-1848).
- Arnould Humblot-Conté (1776-1845), pair (1832-1845).
- Comte Jean Baptiste François Jacqueminot (1781-1861), pair (1832-1848).
- Amiral, chevalier Pierre Roch Jurien de La Gravière (1772-1849), pair (1832-1848).
- Général, comte Pierre Arnauld de La Briffe (1772-1839), pair (1832-1839).
- Marquis René-Chrétien-Auguste de Lamoignon (1765-1845), pair (1832-1845).
- Général, comte Armand Charles Louis Le Lièvre de La Grange (1783-1864), pair (1832-1848).
- Baron Joseph-Dominique Louis (1755-1837), pair (1832-1837).
- Baron Louis Antoine Victor Malouet (1780-1842), pair (1832-1842).
- Philippe-Gaétan Mathieu de Faviers (1761-1833), pair (1832-1833).
- Général, duc Raymond Aimery de Montesquiou-Fezensac (1832-1848).
- Comte Charles Gustave Hardouin de Montguyon (1775-1847), pair (1832-1847).
- Général, baron Gabriel Neigre (1774-1847), pair (1832-1847).
- Général, comte Philippe Antoine d'Ornano (1784-1863), pair (1832-1848).
- Augustin Perier (1773-1833), pair (1832-1833).
- Comte François-Jean de Preissac (1778-1852), pair (1832-1848).
- Général, comte Adrien Jean-Baptiste du Bosc (1760-1851), pair (1832-1848).
- Comte Charles-Frédéric Reinhard (1761-1837), pair (1832-1837).
- Comte François Dominique de Reynaud de Montlosier (1755-1838), pair (1832-1838).
- Chevalier Jean-Baptiste Rousseau (1748-1837), pair (1832-1837).
- Comte Louis Rousseau de Saint-Aignan (1767-1837), pair (1832-1837).
- Amiral, baron Albin Roussin (1781-1854), pair (1832-1848).
- Comte Etienne-Annet des Roys (1788-1868), pair (1832-1848).
- Marquis Pierre César Charles de Sercey (1753-1836), pair (1832-1836).
- Baron Antoine-Isaac Silvestre de Sacy (1758-1838), pair (1832-1838).
- Baron Louis-Jacques Thénard (1777-1857), pair (1832-1848).
- Nicolas Tripier (1765-1840), pair (1832-1840).
- Marquis Louis-Félix-Étienne Turgot (1796-1866), pair (1832-1848).
- Abel-François Villemain (1790-1870), pair (1832-1848).
- Baron Jean-Baptiste Maximilien Villot de Fréville (1773-1847), pair (1832-1847).
- Baron Joseph Zangiacomi (1766-1846), pair (1832-1846).
- Comte Louis-Napoléon Bonnin de La Bonninière de Beaumont (1808-1877), pair (1833-1848).
- Louis de Cassaignoles (1753-1838), pair (1833-1838).
- Comte Charles Jacques Nicolas Duchatel (1751-1844), pair (1833-1844).
- Général, baron Saint-Cyr Nugues (1774-1842), pair (1833-1842).
- Baron Charles de Reinach-Hirtzbach (1785-1871), pair (1833-1848).
- Comte Pierre de Saint-Cricq (1772-1854), pair (1833-1848).
- Général, baron Antoine Aymard (1773-1861), pair (1834-1848).
- Claude Bailliot (1777-1836), pair (1834-1836).
- Félix Barthe (1795-1863), pair (1834-1848).
- Général, baron Simon Bernard (1779-1839), pair (1834-1839).
- Comte Adrien de Gasparin (1783-1862), pair (1834-1848).
- Comte Claude-Philibert Barthelot de Rambuteau (1781-1869), pair (1835-1848).
- Comte Honoré-Charles Baston de La Riboisière (1788-1868), pair (1835-1848).
- Joseph de Bellemare (1773-1858), pair (1835-1848).
- Baron Pierre Bigot de Morogues (1776-1840), pair (1835-1840).
- Général, baron Louis Bertrand Pierre Brun de Villeret (1773-1845), pair (1835-1845).
- Baron Marie Jean Pierre Hubert de Cambacérès (1798-1881), pair (1835-1848).
- Baron Louis-Alexandre de Cambon (1771-1837), pair (1835-1837).
- Général, comte Jean-Baptiste Juvénal Corbineau (1776-1848), pair (1835-1848).
- Marquis Louis André Jean-Raphael de Cordoue (1776-1849), pair (1835-1848).
- Général, comte Charles-Marie Denys de Danrémont (1783-1837), pair (1835-1837).
- Baron Félix de Beaujour (1765-1836), pair (1835-1836).
- Baron Alexandre Jean Feutrier (1787-1861), pair (1835-1848).
- Général, comte Jean Isidore Harispe (1768-1855), pair (1835-1848).
- Baron Emmanuel Jean-Baptiste Fréteau (1775-1855), pair (1835-1848).
- Marquis Louis-Toussaint de La Moussaye (1778-1854), pair (1835-1848).
- Général, baron François Roch Ledru des Essarts (1770-1844), pair (1835-1844).
- Marquis René-Charles-Hippolyte Le Prestre de Chateaugiron (1774-1848), pair (1835-1848). Refusa néanmoins de siéger.
- Comte Albert-Magdelaine-Claude de Lezay-Marnésia (1772-1857), pair (1835-1848).
- Général, baron Jacques David Martin de Campredon (1761-1837), pair (1835-1837).
- Comte Hector-Charles-Edouard Mortier (1797-1864), pair (1835-1848).
- Duc Louis Alix de Nompère de Champagny (1796-1870), comte de Champagny, pair (1835-1848).
- Vicomte Joseph Marie de Pernety (1766-1856), pair (1835-1848).
- Baron Gaspard de Prony (1755-1839), pair (1835-1839).
- Général, vicomte Louis de Rohan-Chabot (1780-1875), pair (1835-1848).
- Comte Nicolas-Auguste Rousseau de Saint-Aignan (1770-1858), pair (1835-1848).
- Comte Joseph-Balthazard Siméon (1781-1846), pair (1835-1846).
- Marquis Auguste-Philippe Donatien de Vimeur de Rochambeau (1787-1868), pair (1835-1848).
- Baron Jean-Baptiste Voysin de Gartempe (1759-1840), pair (1835-1840).
- Comte Théobald Walsh de Serrant (1796-1836), pair (1835-1836).
- Marquis Alfred-Charles-Gaston de Béthisy (1815-1881), pair (1836-1848).
- Comte Jean-Michel Agar (1771-1844), pair (1837-1844).
- Marquis Paul-Marie-Céleste d'Andigné de La Blanchaye (1763-1857), pair (1837-1848).
- Comte Casimir d'Angosse (1779-1838), pair (1837-1838).
- Marquis Charles-Gaston d'Audiffret (1787-1878), pair (1837-1848).
- Général, comte François Gédéon Bailly de Monthion (1776-1850), pair (1837-1848).
- Chevalier Julien Bessières (1777-1840), pair (1837-1840).
- Baron Édouard Bignon (1771-1841), pair (1837-1841).
- Pierre-Alpinien Bourdeau (1770-1845), pair (1837-1845).
- Comte Charles-Joseph Bresson (1798-1847), pair (1837-1847).
- Baron Romain Joseph de Brigode (1775-1854), pair (1837-1848).
- Marquis Auguste de Cambis d'Orsan (1781-1860), pair (1837-1848).
- Général, Comte Boniface de Castellane (1788-1862), pair (1837-1848).
- Marquis Charles François Guillaume de Chanaleilles (1767-1845), pair (1837-1845).
- Jean Auguste Chevandier de Valdrome (1781-1865), pair (1837-1848).
- Général, baron Jean-Lucq D'Arriule (1774-1850), pair (1837-1848).
- Baron Achille de Daunant (1785-1867), pair (1837-1848).
- Général, baron Jacques-Antoine-Adrien Delort (1773-1846), pair (1837-1846).
- Baron Charles Dupin (1784-1873), pair (1837-1848).
- Marquis Léonce d'Escayrac-Lauture (1786-1867), pair (1837-1848).
- Eugène-Alexandre-Nicolas Deforest de Quartdeville (1762-1839), pair (1837-1839).
- Baron Joseph-Marie de Gerando (1772-1842), pair (1837-1842).
- Marquis Louis Godart de Belbeuf (1791-1872), pair (1837-1848).
- Amiral Emmanuel Halgan (1771-1852), pair (1837-1848).
- Duc François Eugène Gabriel d'Harcourt (1786-1865), pair (1837-1848).
- Vicomte Anne Étienne Louis Harmand d'Abancourt (1774-1850), pair (1837-1848).
- Georges Humann (1780-1842), pair (1837-1842).
- Général, baron Charles Claude Jacquinot (1772-1848), pair (1837-1848).
- Auguste Hilarion de Kératry (1769-1859), pair (1837-1848).
- Raymond Lacave-Laplagne (1786-1857), pair (1837-1848).
- Général, comte Charles Eugène de Lalaing d'Audenarde (1779-1859), pair (1837-1848).
- Baron Claude Lombard (1760-1846), pair (1837-1846).
- Général, comte Jean Gabriel Marchand (1765-1851), pair (1837-1848).
- Joseph Mérilhou (1788-1856), pair (1837-1848).
- Antoine Odier (1766-1853), pair (1837-1848).
- Jacques Paturle (1779-1858), pair (1837-1848).
- Baron Guillaume Pavée de Vendeuvre (1779-1870), pair (1837-1848).
- Baron Jean-Jacques Germain Pelet-Clozeau (1777-1858), pair (1837-1848).
- Comte Joseph Pelet de la Lozère (1785-1871), pair (1837-1848).
- Camille Perier (1781-1844), pair (1837-1844).
- Général, baron Jean Martin Petit (1772-1856), pair (1837-1848).
- Baron Siméon Denis Poisson (1781-1840), pair (1837-1840).
- Général, vicomte Claude Antoine Hippolyte de Préval (1776-1853), pair (1837-1848).
- Baron Hubert Rohault de Fleury (1779-1866), pair (1837-1848).
- Basile Gabriel-Michel Rouillé de Fontaine (1773-1859), pair (1837-1848).
- Baron Auguste de Schonen (1782-1849), pair (1837-1848).
- Vicomte Jean-André-Tiburce Sébastiani (1786-1871), pair (1837-1848).
- Comte Louis Barbe Charles Sérurier (1775-1860), pair (1837-1848).
- Chevalier Jean Bernard Tarbé de Vauxclairs (1767-1842), pair (1837-1842).
- Général, vicomte Louis Tirlet (1771-1841), pair (1837-1841).
- Vicomte Paul Étienne de Villiers du Terrage (1774-1858), pair (1837-1848).
- Amiral, comte Jean-Baptiste Philibert Willaumez (1763-1845), pair (1837-1845).
- Baron Alexandre Charles Nicolas Amé de Saint-Didier (1778-1850), pair (1838-1848).
- Vicomte Claude-Laurent Bourgeois de Jessaint (1764-1853), pair (1838-1848).
- Baron Alexandre-Daniel de Talleyrand-Périgord (1776-1839), pair (1838-1839).
- François-Marie-Honoré-Laudoald Aubert (1765-1845), pair (1839-1845).
- Alphonse Bérenger (1785-1866), pair (1839-1848).
- Général, vicomte Charles Luc Paulin Clément Borrelli (1771-1849), pair (1839-1849).
- Amiral Claude-Charles du Campe de Rosamel (1774-1848), pair (1839-1848).
- Denis-Simon Caroillon de Vandeul (1775-1850), pair (1839-1848).
- Duc François Philibert Bertrand Nompar de Caumont (1772-1854), pair (1839-1848).
- Vicomte Jacques-Marie Cavaignac de Baragne (1773-1855), pair (1839-1848).
- Louis Cordier (1777-1861), pair (1839-1848).
- Pierre Daunou (1761-1840), pair (1839-1840).
- Général Amédée Despans-Cubières (1786-1853), pair (1839-1847). Condamné à la dégradation.
- Baron Henri Dupont-Delporte (1783-1854), pair (1839-1848).
- Charles-Guillaume Étienne (1777-1845), pair (1839-1845).
- Louis-Joseph Gay-Lussac (1778-1850), pair (1839-1848).
- Duc Alexandre-Jules de La Rochefoucauld-Estissac (1796-1856), pair (1839-1848).
- Marquis Armand François Maximilien de Lau de Lusignan (1783-1844), pair (1839-1844).
- Pierre-Antoine Lebrun (1785-1873), pair (1839-1848).
- Comte Alexis-Jacques-Louis-Marie Lhomme de La Pinsonnière (1788-1869), pair (1839-1848).
- Charles Jean Firmin Maillard (1774-1854), pair (1839-1848).
- Baron Joseph de Malaret (1770-1846), pair (1839-1846).
- Général, comte Eugène Antoine François Merlin (1778-1854), pair (1839-1848).
- Baron Claude de Champlouis (1788-1850), pair (1839-1848).
- Jean-Charles Persil (1785-1870), pair (1839-1848).
- Comte Pellegrino Rossi (1787-1848), pair (1839-1848).
- Marquis Hilaire-Etienne-Octave Rouillé de Boissy du Coudray (1798-1866), pair (1839-1848).
- Comte Emmanuel de Sainte-Hermine (1770-1850), pair (1839-1848).
- Général, comte Jean Paul Adam Schramm (1789-1884), pair (1839-1848).
- Général, baron François Antoine Teste (1780-1852), pair (1839-1848).
- Jean-Pons-Guillaume Viennet (1777-1868), pair (1839-1848).
- Général, baron Théophile Voirol (1781-1853), pair (1839-1848).
- Amiral Jacques Bergeret (1771-1857), pair (1841-1848).
- Comte Arthur Beugnot (1797-1865), pair (1841-1848).
- Charles-Marie Boullet (1792-1858), pair (1841-1848).
- Baron Paul-Charles-Amable de Bourgoing (1791-1864), pair (1841-1848).
- Marquis Ernest de Cadoine de Gabriac (1792-1865), pair (1841-1848).
- Général, comte Joseph Claude Marie Charbonnel (1775-1846), pair (1841-1846).
- Isidore de Chastellier (1775-1861), pair (1841-1848).
- Baron Gilbert Dufour (1769-1842), pair (1841-1842).
- Comte Septime de Faÿ de La Tour-Maubourg (1801-1845), pair (1841-1845).
- François-Louis-Auguste Ferrier (1777-1861), pair (1841-1848).
- Vicomte Maurice-Charles de Flavigny (1799-1873), pair (1841-1848).
- Franck-Paul-François Carré (1800-1862), pair (1841-1848).
- Pierre-Blaise-Bernard de Gascq (1786-1870), pair (1841-1848).
- Général, baron Gaspard Gourgaud (1783-1852), pair (1841-1848).
- Comte Alexis Guignard de Saint-Priest (1805-1851), pair (1841-1848).
- Fidèle Henri-François Le Sergeant de Bayenghem (1786-1842), pair (1841-1842).
- Amiral, baron Ange René Armand de Mackau (1788-1855), pair (1841-1848).
- Comte Joseph-Charles-Maurice Mathieu de La Redorte (1803-1886), pair (1841-1848).
- Général, comte Anatole de Montesquiou-Fezensac (1788-1878), pair (1841-1848).
- Comte Géraud-Antoine-Hippolyte de Murat (1779-1854), pair (1841-1848).
- Baron Eugène Valentin Oberlin De Mittersbach (1785-1848), pair (1841-1848).
- Général, vicomte Pierre de Pelleport (1773-1855), pair (1841-1848).
- Baron Jules-Edmond Renouard de Bussierre (1804-1888), pair (1841-1848).
- Jean-Dominique Romiguières (1775-1847), pair (1841-1847).
- Comte François Taillepied de Bondy (1802-1890), pair (1841-1848).
- Marquis Amédée d'Harcourt d'Olonde (1771-1831), pair (1830-1831)
- Marquis Georges-Bernard d'Harcourt d'Olonde (1808-1883), pair (1842-1848).
- Hippolyte Passy (1793-1880), pair (1843-1848).
- Jean-Baptiste Teste (1780-1852), pair (1843-1847). Démissionna de sa pairie.
- Comte Alphonse-Gabriel d'Aboville (1818-1898), pair (1844-1848).
- Gabriel Delessert (1786-1858), pair (1844-1848).
- Comte Hippolyte François Jaubert (1798-1874), pair (1844-1847).
- Général, baron Michel Jacques François Achard (1778-1865), pair (1845-1848).
- Marquis Armand-Mathieu d'Angosse (1776-1852), pair (1845-1848).
- Alexandre-Laurent Anisson-Duperron (1776-1852), pair (1845-1848).
- Jules Aymon de Montépin (1786-1873), pair (1845-1848).
- Auguste-Thomas Bertin de Veaux (1799-1879), pair (1845-1848).
- Général, vicomte Pierre Bonnemains (1773-1850), pair (1845-1848).
- Général, baron François Buchet (1777-1868), pair (1845-1848).
- Comte Alfred de Chastellux (1789-1856), pair (1845-1848).
- Duc Charles-Théobald de Choiseul-Praslin (1805-1847), pair (1845-1847).
- Antoine-Louis Deffaudis (1786-1869), pair (1845-1848).
- Général, baron Louis Doguereau (1777-1856), pair (1845-1848).
- Baron Jean-Pierre-Pie de Dombidau de Crouseilhes (1792-1861), pair (1845-1848).
- Vicomte Napoléon-Joseph Duchatel (1804-1884), pair (1845-1848).
- Général, baron Antoine-Simon Durrieu (1775-1862), pair (1845-1848).
- Général, baron Charles Nicolas Fabvier (1782-1855), pair (1845-1848).
- Général, comte Rodolphe de Fay de La Tour-Maubourg (1787-1871), pair (1845-1848).
- Jean-Claude Fulchiron (1774-1859), pair (1845-1848).
- Fidèle-Marie Gaillard de Kerbertin (1789-1845), pair (1845).
- Ferdinand Girard (1793-1881), pair (1845-1848).
- Baron Joseph-Henri Girot de Langlade (1782-1856), pair (1845-1848).
- Amiral, baron Jean-Baptiste Grivel (1778-1869), pair (1845-1848).
- Pierre-François Guestier (1793-1874), pair (1845-1848).
- André Frédéric Hartmann (1772-1861), pair (1845-1848).
- Victor Hugo (1802-1885), pair (1845-1848).
- Hippolyte-Paul Jaÿr (1802-1900), pair (1845-1848).
- Baron Pèdre La Caze (1794-1874), pair (1845-1848).
- Charles-Aristide de Lacoste du Viviers (1794-1870), pair (1845-1848).
- Nicolas Laurens-Humblot (1788-1853), pair (1845-1848).
- Jacques Édouard Leclerc (1767-1852), pair (1845-1848).
- Hubert Michel Fortuné Legagneur (1797-1870), pair (1845-1848).
- Vicomte Augustin Lemercier (1787-1864), pair (1845-1848).
- Jean Marie Edouard Le Sergeant de Monnecove (1798-1876), pair (1845-1848).
- Général, baron Marcellin Marbot (1782-1854), pair (1845-1848).
- Théodore Martell (1784-1860), pair (1845-1848).
- Jacques-André Mesnard (1792-1858), pair (1845-1848).
- Général, Chevalier Alexandre Moline de Saint-Yon (1786-1870), pair (1845-1848).
- Comte Charles-Édouard de Montozon (1788-1856), pair (1845-1848).
- Comte Charles-Henri-Edgar de Mornay (1803-1878), pair (1845-1848).
- Duc Napoléon Mortier de Trévise (1804-1869), pair (1845-1848).
- Jacques-Christian Paulze d'Ivoy (1788-1856), pair (1845-1848).
- Marquis Adolphe François René de Portes (1790-1852), pair (1845-1848).
- Alexandre Raguet (1789-1851), pair (1845-1848).
- Marquis Raoul-Paul-Emmanuel de Raigecourt-Gournay (1804-1889), pair (1845-1848).
- Baron Antoine-Marie Roederer (1782-1865), pair (1845-1848).
- Pierre-Marcel Rousselin (1788-1863), pair (1845-1848).
- Général Joseph Marcellin Rullière (1787-1863), pair (1845-1848).
- Baron Jean-André Sers (1786-1862), pair (1845-1848).
- Duc Napoléon-Louis de Talleyrand-Périgord (1811-1898), pair (1845-1848).
- Comte Charles de Tilly (1775-1855), pair (1845-1848).
- Baron Jean Tupinier (1779-1850), pair (1845-1848).
- Albert-Jean-Léonce Vincens-Saint-Laurent (1790-1852), pair (1845-1848).
- Théobald-Philippe Arcambal-Piscatory (1799-1870), pair (1846-1848).
- Henry Barbet (1789-1875), pair (1846-1848).
- Comte Étienne-Émile Cornudet des Chaumettes (1785-1870), pair (1846-1848).
- Baron Charles François Deponthon (1777-1849), pair (1846-1848).
- Achille-Pierre Félix-Vigier (1801-1868), pair (1846-1848).
- Jean-Pierre Flourens (1794-1867), pair (1846-1848).
- Antoine-Joseph Gravier (1784-1850), pair (1846-1848).
- Charles-Louis-Eugène Harlé d'Ophove (1790-1865), pair (1846-1848).
- Général, comte Alphonse Henri d'Hautpoul (1789-1865), pair (1846-1848).
- Césaire-Emmanuel-Flavien Henrion-Staal de Magnoncour (1800-1875), pair (1846-1848).
- Vicomte Jean-François Jacqueminot (1787-1865), pair (1846-1848).
- Général, vicomte Jean-Baptiste Jamin (1772-1848), pair (1846-1848).
- Antoine-Narcisse Lafond (1793-1866), pair (1846-1848).
- Joseph-Melchior de Lagrene (1800-1862), pair (1846-1848).
- Charles Legentil (1788-1855), pair (1846-1848).
- Marquis Guillaume-Lucien de Maleville (1805-1889), pair (1846-1848).
- Général, comte Alexandre-Adéodat du Moncel (1784-1861), pair (1846-1848).
- Louis Poinsot (1777-1859), pair (1846-1848).
- Comte Charles-Édouard Pontois (1792-1871), pair (1846-1848).
- Général, baron Paul Rapatel (1782-1852), pair (1846-1848).
- Augustin-Charles Renouard (1794-1878), pair (1846-1848).
- André Reynard (1799-1861), pair (1846-1848).
- Baron Pierre Rielle de Schauenbourg (1793-1878), pair (1846-1848).
- Général Camille Alphonse Trézel (1780-1860), pair (1846-1848).
- Raymond-Théodore Troplong (1795-1869), pair (1846-1848).
- Jacques-Henri Wustenberg (1790-1865), pair (1846-1848).
- Général, marquis Henri-Léon d'Andigné (1821-1895), pair (1847-1848).
- Comte Ernest de Talleyrand-Périgord (1807-1871), pair (1847-1848).
- Comte Charles-Joseph-Edmond Martin de Boislecomte (1796-1863), pair (1847-1848).
- Charles-Marcelin Jard-Panvilliers (1789-1852), pair (1848).